# Dasyatis pastinaca
Il trigone (Dasyatis pastinaca), conosciuta comunemente come pastinaca, è una razza appartenente alla famiglia Dasyatidae.

## Distribuzione e habitat
Questa specie è diffusa nell'Oceano Atlantico settentrionale e nel Mediterraneo, dalla Norvegia al Mar Baltico fino alle Canarie e al Mar Nero. L'habitat ideale è rappresentato dai fondali sabbiosi e limosi, dove questo animale si nasconde e si nutre.

## Descrizione
Raggiunge 2,5 m di lunghezza e un 1,5 m di larghezza. Il muso è piuttosto appuntito e i piccoli occhi sono seguiti da due evidenti spiracoli. Possiede 28-38 file di minuscoli denti nella mascella superiore e 28-40 file in quella inferiore. La coda è dotata di un aculeo seghettato e velenifero in grado di infliggere ferite anche mortali. La colorazione del dorso varia dal grigio-marrone al verde-olivastro, il ventre è chiaro. Come le altre pastinache, è ovovivipara. Le femmine danno alla luce dai 4 ai 9 piccoli due volte all'anno dopo una gestazione di quattro mesi. Si nutre principalmente di crostacei e piccoli pesci bentonici.

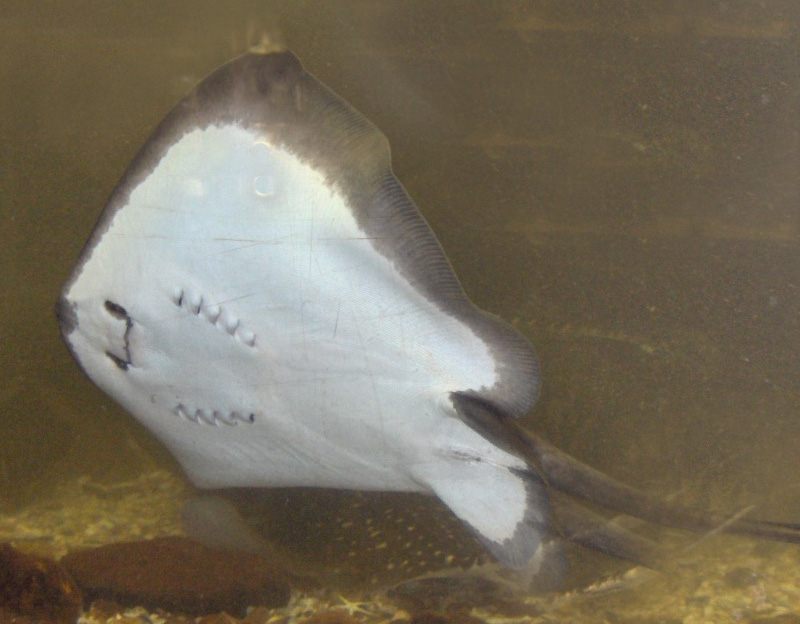
Il ventre di una Dasyatis pastinaca

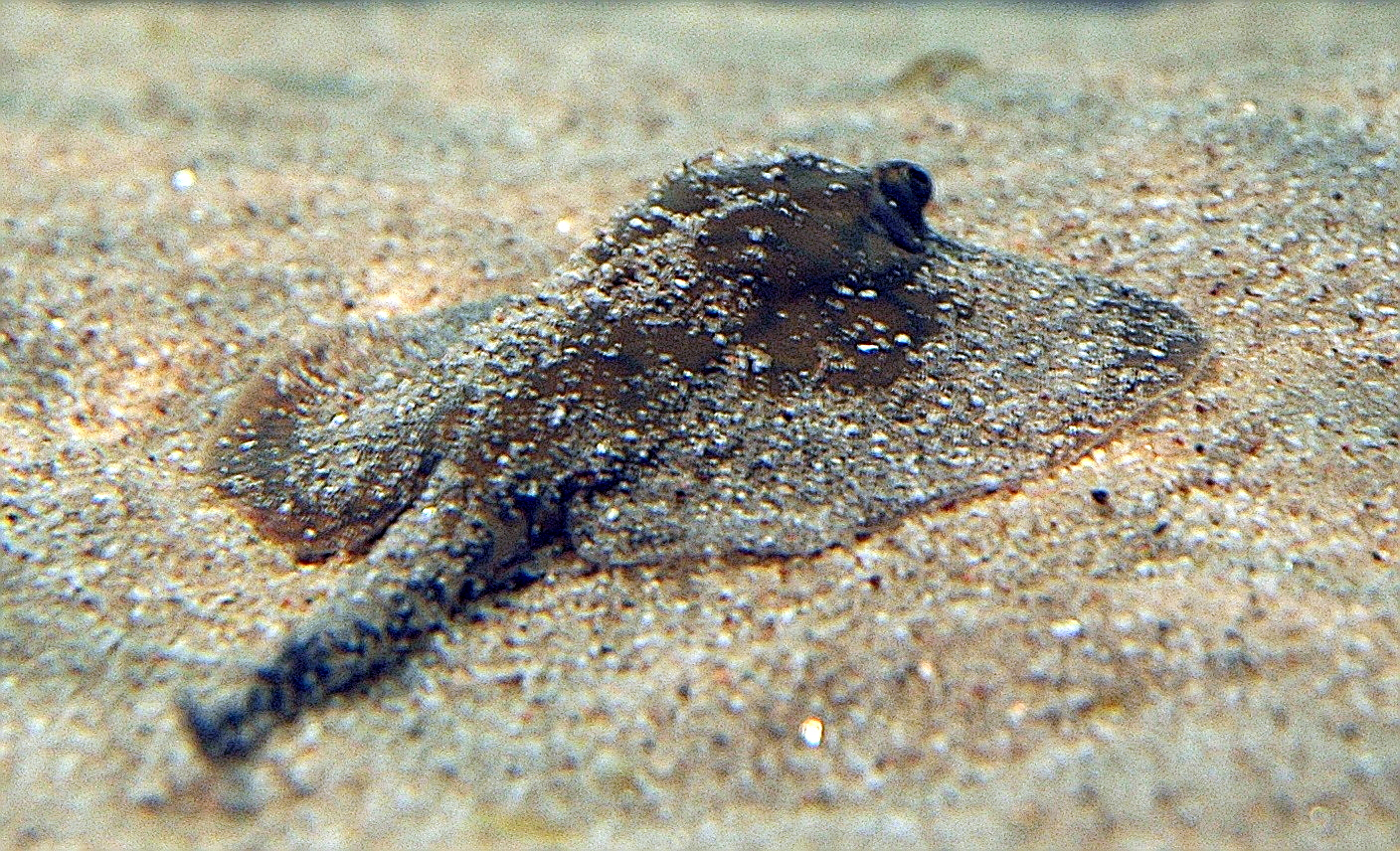
Una Dasyatis pastinaca che si nasconde sotto la sabbia

## Pesca
In Mediterraneo non ha nessun valore commerciale anche se viene accidentalmente catturata con una certa frequenza con reti da posta di tipo tramaglio.